# آيت موغاد (آيت هاني)
آيت موغاد هي إحدى مشيخات المملكة المغربية، تتبع جغرافيا لإقليم تنغير وإداريًا لآيت هاني. يقدر عدد سكانها بـ 113 نسمة حسب الإحصاء الرسمي للسكان والسكنى لسنة 2004.